# C&E
C&E Inc. (nom complet Computer & Entertainment Inc., en chinois 全崴資訊股份有限公司)), est une compagnie de jeux vidéo taïwanaise basée à Taipei. Créée au début des années 1990, la compagnie a développé des titres « sans licence » pour la NES et la Mega Drive de Sega à l'exception de Simulation Zoo, qui a été publié par Soft Bank pour la PlayStation et la Saturn de Sega.
En 1992, certains de ses membres ont quitté l'entreprise pour fonder Hummer Team, un studio de développement de jeux pirates NES (fermé en 2010).
Les droits de leurs jeux les plus connus Beggar Prince et Super Fighter sont maintenant entre les mains de la société américaine Super Fighter Team, qui les a adaptés à de nouvelles plates-formes après les avoir traduites en anglais et effectué des corrections et des améliorations.
Bien que C&E soit toujours en activité, ils ne produisent plus de logiciels de jeux vidéo.

## Liste des jeux C&E

### Titres officiels
| N° | Titre                           | Autres noms | Genre                                              | Platforme(s)             | Année de sortie       | Remarques                                                                                                 |
| -- | ------------------------------- | --- | -------------------------------------------------- | ------------------------ | --------------------- | --- |
| 1  | Tiles of Fate                   | 1. Zhànguó Sìchuān Shěng 2. Idol Shisen Mahjong au Japon.                                                                                | Mah-jong                                           | NES                      | 1990                  | Premier jeu de C&E qui contient de la nudité, mais seulement dans la version japonaise.                   |
| 2  | Magic Bubble                    | 1. Bubble Bath Babes aux États-Unis (Version érotique). 2. Mermaids of Atlantis aux États-Unis (version simple). 3. Soap Panic au Japon. | Puzzle                                             | NES, Sega Mega Drive     | 1991 (NES) 1993 (SMD) | Le deuxième jeu de C&E qui contient de la nudité, sauf pour la version Mega Drive.                        |
| 3  | AV Mahjong Club                 | | Mah-jong                                           | NES                      | 1991                  | Troisième jeu de C&E qui contient de la nudité.                                                           |
| 4  | AV Super Real Pachinko          | AV Pachinko | Pachinko                                           | NES                      | 1991                  | Quatrième jeu de C&E qui contient de la nudité.                                                           |
| 5  | Shènghuǒ Lièzhuàn               | | RPG                                                | NES                      | 1991                  | |
| 6  | Ultimate League Soccer          | 1. AV Soccer au Japon. 2. Futebol au Brésil.                                                                                             | Sports                                             | NES                      | 1991                  | Cinquième jeu qui contient de la nudité, mais seulement dans la version japonaise.                        |
| 7  | Decathlon                       | | Sports                                             | NES                      | 1992                  | |
| 8  | Super Fighter                   | Kuài Dǎ Zhìzūn | Fighting                                           | MS-DOS                   | 1993                  | La version anglaise du jeu a été développée par la Super Fighter Team en 2005.                            |
| 9  | Devilish Mahjong Tower          | Máquè Èmó Tǎ | Mah-jong                                           | Sega Mega Drive          | 1994                  | |
| 10 | Taiwan Tycoon                   | Táiwān Dàhēng | Jeu IRL et / ou jeu comme une planche de Monopoly. | Sega Mega Drive          | 1994                  | |
| 11 | World Pro Baseball 94           | Shìjiè Zhí Bàng Zhēngbà Zhàn | Sports                                             | Sega Mega Drive          | 1994                  | |
| 12 | A Q Renkan Awa                  | Ā Q Liánhuán Pào | Edutainment Quiz hybride d'un "Jeu IRL".           | Sega Mega Drive          | 1995                  | Le jeu propose de nombreux BGM ressemblant ou modifiés à partir des compositions ragtime de Scott Joplin. |
| 13 | Fēngshénbǎng - Zhǔ Lù Zhī Zhàn  | | RPG                                                | NES                      | 1995                  | Basé sur le roman chinois éponyme.                                                                        |
| 14 | Super Taiwanese Baseball League | Chāojí Zhōnghuá Zhí Bàng Liánméng | Sports                                             | Super A'Can              | 1995                  | Jeu développé avec la Quan Wei Technology.                                                                |
| 15 | Beggar Prince                   | Xīn Qǐgài Wángzǐ | RPG                                                | Sega Mega Drive, PC      | 1996 (SMD) 1998 (PC)  | La version anglaise du jeu a été développée par la Super Fighter Team en 2006.                            |
| 16 | Simulation Zoo                  | | Zoo simulator                                      | Sega Saturn, PlayStation | 1997                  | Jeu publié par la Soft Bank.                                                                              |

### Jeux inédits
- Crise américaine ( NES )
- Bai-Bai Dino ( NES )
- Rolltris ( NES )